# توم هاي (لاعب كرة قدم)
توم هاي (بالإنجليزية: Tom Hay)‏ (1858 بإنجلترا في المملكة المتحدة - 10 يناير 1940) هو لاعب كرة قدم بريطاني في مركز حراسة المرمى. لعب مع بولتون واندررز ومانشستر يونايتد.